# Ваљарица
Ваљарица, ваљавица, ваљаница или ступа је традиционални занатски објекат у коме се обављала завршна обрада (дорада) вунених тканина, како би се након процеса ваљање тканина опрала, очистила од слободних влакана, постала компактнија, јача и водоотпорна.  Ови традиционални занатски објекати, којих је било широм Европе, датирају још из античког доба. Како је њихов механизам покретала вода, ваљарице су грађене на брзим рекама, које су имале довољну снагу воде, која је покретала дрвене маљеве тешке и до 200 kg, који су потом наизменичним покретима ваљали (гњечили) тканину. 

## Историја
Прве записе о примени ваљарица налазимо у Италији у 9. веку, када је вероватно примењана прва хидраулична машина у којој су ексцентрично причвршћени маљеви на млинско коло заменили мануелни рад човека за гњечење тканине. Затим се јављају нови записи о ваљарицам у Француској у документу из 1086. године, Енглеској крајем 12. века (1185. године), Холандији између 1150. и 1170. године у којима је забележено постојање, све већег броја ваљарица, које су покретали коњи, снага ветра или воде.
Слични механизми за обраду тканина ваљањем (гњечењем) постојали су и у Кини у 12. веку.
Како је све више расла потреба за ваљарицам, многи млинови на водену енергију претварани су у радионице за ваљање тканина. Такави млинови су популарно називани смрдљиви млинови.
Почетак ваљарског заната на простору Балканског полуострва не може се тачно сместити у одређени временски период, али се сигурно зна да је настао после млинарског заната, често у истим објектима, вероватно у другој половини средњег века кад су након доласка на Балканско полуострво Словени почели да развијају одређена занимања. Мајстори овог занимања на Балканском полуострву имали су своје муштерије највероватније све до прошлог рата на простору бивше Југославије 1992. године.

## Конструкција
Централни механизам ваљарице у коме се смештала и ваљала тканина био је готово у потпуности направљен од 4 врсте тврдог дрвета: багрема, храста, цера или дуда, уз нешто мало гвоздених делова. Најважнији делови главног механизма ваљарице су:
Коло 
Коло је дрвени ротирајући механизам у облику точка израђен од храстовог дрвета пречника до три метра. По његовом ободу правлно су размештене дрвене „кашика” (често шеснаест) или посуде у које је ударала вода која тече низ доводни канал, и тако покретала целокупни механизам. 
Вратило
Вртило, вретено или осовина је други ротирајући део спојен са колом који је преко зубаца покретао маљеве
Маљеви
Маљеви су велики парни дрвени чекићи који приликом слободног пада својом тежином ударају у тканину које се налази у дрвеном кориту ваљарице
Корито
Корито је дрвена посуда од храстовог дрвета у коју је смештена тканина. Она је постављана у централном делу ваљарице, и била је одговарајучих димензија како би се добио довољан простор за сметај чекића и тканине.

## Принцип рада
Ваљање тканине се обављало у њеном радном делу — великом дрвеном кориту од храстовог дрвета за смештај тканине, напуњеном водом, са два дрвена маља, који су у неким ваљарицама били тешки и и преко 200 kg. Помоћу ротирајућих посуда (лопатица) смештених на великом кружном колу, истовремено је једним каналом довођена вода до лопатица а другим каналом до дрвеног сандука, за квашење и прање тканина. Тако доведена вода до дрвених лопатица покретала је коло од посебно конструисаног ротирајућег механизма (витла) који је наизменично покретао дрвене маљеве који су гњечили или ваљали тканину. Тиме 
Ваљање (гњечење) тканине у ваљарицама наизменичним ударањем (гњечењем) једног па другог маља, је био дуготрајан технолошки процес, који траје од 24 до 30 часа (у зависности од тканине и врсте обраде). Ваљање се вршило у две или три фазе. Између њих је ваљање прекидано да би се променио положај тканине, или тканина потопила у топли водени алкално-сапунасти или кисели раствор у загрејаном казану. 
Овај дуготрајни фазни процес захтевао је сталну контролу од стране мајстора ваљара, који је на основу искуства доносио одлуку када треба да окрене тканину, када у раствор лужине да потопи тканину, или када да престане са њеном даљом обрадом (ваљањем), и започне процес прања тканине. Прање тканине је обично вршено у истом кориту, уз употребу сапуна или само чисте воде. Када је процес ваљања и прања завршен, тканина је била спремана за сушење. Након овог процеса тканина је добијала већу отпорност на хабање, компактност и одређену непропусност за влагу.
Пошто су ваљарице најчешће биле лоциране на малим брзим (бујичним) планинским потоцима ваљарице су често радиле само од марта до јуна, или од октобра до децембра Током лета када река није имала довољан прилив воде или током зиме када би њена површина била залеђена, ваљање тканине у већини ваљарица је привремено прекидано.
Кад би ваљарица радила она је стварала буку која је личила на „ратничке бубњеве”, који су се чули на удаљености од 3 km. Уз хучање воде брзе реке, мирис и шаренило боја тек изваљаних тканина које се суше, у непосредном окружењу ваљарице стварала се специфична атмосфера у којој данас уживају једино туристи малобројних ваљарица на простору Балканског полуострва.

## Архитектура
Ваљарице су архитектонском смислу биле полубрвнара, најчешће правоугаоне основе, које су грађене у виду „моста” који се ослаљо на обе обале реке или грађевине на једној од обали, најчешће брзе реке. Уз објекат је најчешће рашена брана и пратећи јаз или канал у који се издваја један део воде од речног тока за покретање ротирајућих лопатица механизма за окретање погонске осовине (вретена) са уграђеним дрвеним храстовим крстаци за подизање кола и дрвених маљева (чекића) за ваљање тканине. 
Најчешче су то били неугледни објекти, у стилу нароног градитељства, делимично зидани дрвеним талпама од тврдог дрвета (или по принципу кованице омалтерисане блатним малтером), а делимично од притесаног камена или речних облутака. Кров ваљарице је био на две или четири воде, препокривен разним материјалима — ћерамидом, бибер црепом, дрвеном шиндром или каменим плочама, у зависности од доступности материјала у крају у коме је објекат грађен.
Ваљарице су у доњњем делу (приземље) имале механизам за ваљање, а на спрату (тавану) дућан са крилом за сушење сукна. Дућани су обично имали по две просторије: у једној је био оџак, а у другој би биле смештене муштерије.
У појединим крајевима Србије, али и у неким Европским земљама ваљарица је била и у саставу воденице за млевење житарица.

## Ваљарица у литератури и народној поезији
Ваљарица се кроз историју описује у литератури, али и у народној поезији у којој су опеване у многим страим, а дана и у новокомпонованим песмама. 
Литература
У литератури се тако нпр. у 20. поглављу, првог дела романа о Дон Кихоту (1605) Мигела де Сервантеса, описује како су Дон Кихот и Санчо у ноћној тами слушали чудан монотон звук који их плашио целу ноћ и због кога нису могли заспати.
Ујутро, када је Дон Кихот кренуо истражити извор тог чудног звука, испоставило се да је то био звук ударања дрвених маљева ваљарице који су гњечили (ваљали) тканину. То је код Санча изазвало смех и подругљив разговор са Дон Кихотом.
Народна поезија
Ево и примера из новокомпанове народне песме популарног српског фолк певача Предрага Живковића Тозовца у коме се помиње ваљарица (ваљаница):
...Ја сам је Јеремија
презивам се Крстић
имам њиву и ливаду
воденицу ваљаницу,
служио сам старии кадар артиљерија...